# Копьяпо (вулкан)
Копьяпо, также известный как Азуфре, — стратовулкан, расположенный в регионе Атакама в Чили. Вулкан разделяет на две части национальный парк Невадо-Трес-Крусес. В его окрестностях расположен вулкан Охос-дель-Саладо. Недалеко от вершины Копьяпо обнаружены развалины построек инков. 
Дацитовый вулканизм возник в этом центре 11-7 миллионов лет назад и покрыл поверхность в 200 кв. км. Под вулканом прослеживается разлом Валле-Анчо. Главный конус образован дацитами и глыбовыми и пепловыми потоками, которые позже были прорваны дацитовыми порфирами, связанными с гидротермальными изменениями. Меньший конус образовался на северной стороне главного конуса. Комплекс куполов лавы лежит на их юго-восточной стороне с другими гидротермально измененными порфировыми интрузиями, названными Azufrera de Copiapo. Последняя активность 6-7 миллионов лет назад сформировала щит, покрывающий комплекс куполов лавы и купол Сан-Роман. Обсидиан из этой вулканической области был обнаружен в археологических раскопках.
К юго-востоку от вулкана расположены восемь андезитовых пирокластических конусов. Самый новый конус, Сан-Роман (4978 м), находящийся в 7 км к северу от Копьяпо, относится, вероятно, к плейстоцену и связан с поздней стадией реактивации трещин плейстоцена-голоцена, прорезающих регион Охос-дель-Саладо. Фон Вольф (1929) сообщил, что этот вулкан с дацитово-андезитовой структурой проявляет сольфатарную активность.
В 40 метрах от вершины, доступной через северный гребень, найдены следы присутствия инков. Церемониальные инкские постройки довольно часто обнаруживаются на вершинах гор. После открытия в 1954 году мумии на Серро-Эль-Пломо в высокогорьях Анд начались активные археологические поиски. Австриец Матиас Ребич поднялся на несколько вершин Катамарка-Атакаменья, среди которых Пейнадо, Дос Конос и Азуфре или Копьяпо. На Копьяпо была обнаружена выложенная плиткой церемониальная платформа размером 10х6 м со стеной высотой 4 м, остатки обугленных костей верблюдов, древесный уголь, трава, перья, человеческий волос, раковины спондилуса (моллюск с эквадорского побережья, представлявший большую ценность для инков), веревки из стеблей растений, листья коки (центральный элемент религии инков), вяленое мясо, шерсть викуньи, стрекоза, плоды чаньяра, останки двух грызунов, удлиненные камни, а также антропоморфные и зооморфные фигурки из серебра и раковин спондилуса. Во время раскопок, проведенных в 1991 году, была обнаружена еще одна статуэтка инков из катаного золота.
По результатам исследования Tandem-X, высота вулкана, вероятно, составляет 6060 м

## Фото
- Соляная равнина Марикунга, на заднем плане вулкан Копьяпо
- Постройка инков недалеко от вершины вулкана Копьяпо
- Церемониальная платформа инков на высоте 6045 м

## Внешние ссылки
- "Cerro Azufre, Chile" on Peakbagger